# Nnamdi Kanu
Nnamdi Kanu   (Abia, 25 de setembre de 1967) és un activista anglonigerià que lluita per la independència de Biafra. És el fundador i líder del Poble Indígena de Biafra (IPOB), creat en 2014. El principal objectiu del IPOB és la independència per als cinc estats de la zona sud-est de Nigèria, on els igbos són la ètnia majoritària i la tercera de tot l'estat. En altres paraules, restaurar l'estat que es va independitzar durant la guerra de Biafra entre els anys 1967 i 1970.
L'octubre de 2015 fou detingut per sedició, incitació ètnica i delicte de traïció i va passar divuit mesos de presó sense judici. La seva detenció va donar peu a nombroses protestes per Biafra que es van saldar amb la mort de vuit manifestants en mans de la policia. El 29 de juny de 2021, va tornar a ser detingut per a reprendre el judici que s'havia aturat fa quatre anys.
El 21 d’octubre de 2021, Nnamdi Kanu obre el seu judici. Va ser arrestat a finals de juny a Kenya i retornat a Nigèria on va ser empresonat. Nnamdi Kanu va fugir del país el 2017 després d’un atac de les forces de seguretat a casa seva.